# Małachów (Sainte-Croix)
Pour l’article homonyme, voir Małachów (Silésie).
Małachów est une localité polonaise de la gmina et du powiat de Końskie en voïvodie de Sainte-Croix.